# Gammelfäbodarna
Gammelfäbodarna is een plaats in de gemeente Ockelbo in het landschap Gästrikland en de provincie Gävleborgs län in Zweden. De plaats heeft 80 inwoners (2005) en een oppervlakte van 42 hectare.